# Mládzovo
Mládzovo je obec v okrese Poltár v Banskobystrickém kraji na Slovensku. Leží na jižním úpatí Stolických vrchů v údolí Banského potoka. Nejbližším městem je Poltár, vzdálený 8 km na východ. Žije zde 101 obyvatel.
První písemná zmínka o obci pochází z roku 1436. V obci se nachází jednolodní evangelický kostel z let 1864-1865. Autorem oltářního obrazu Kristus v Getsemanské zahradě je Peter Michal Bohúň.